# Errolia cyanea
Errolia cyanea är en stekelart som beskrevs av Boucek 1988. Errolia cyanea ingår i släktet Errolia och familjen puppglanssteklar. Inga underarter finns listade i Catalogue of Life.